# أيدان داونز
أيدان داونز (بالإنجليزية: Aidan Downes)‏ (24 يوليو 1988 بدبلن في جمهورية أيرلندا - ) هو لاعب كرة قدم أيرلندي في مركز الهجوم. شارك مع منتخب جمهورية أيرلندا تحت 21 سنة لكرة القدم. أما مع النوادي، فقد لعب مع نادي إيفرتون ونادي بوهيميان ونادي شامروك روفرز ويوفل تاون.

## وصلات خارجية
- أيدان داونز على موقع قاعدة بيانات كرة القدم.إي يو (الإنجليزية)
- أيدان داونز على موقع Soccerbase.com (لاعب) (الإنجليزية)